# Houlton (Wisconsin)
Houlton – jednostka osadnicza w Stanach Zjednoczonych, w stanie Wisconsin, w hrabstwie St. Croix.